# Skånska kriget
Skånska kriget var ett krig 1675–1679 som stod mellan Danmark-Norge, Brandenburg och Sverige. Kriget ägde främst rum på skånsk, halländsk och bohuslänsk mark, samt i norra Tyskland.  
Kriget orsakades av det svenska ingripandet i det fransk-nederländska kriget. Sverige hade allierat sig med Frankrike mot flera europeiska länder. Förenade Nederländerna, som angreps av Frankrike, sökte hjälp från Danmark-Norge. Efter viss tveksamhet inledde kung Kristian V en invasion av Skåneland år 1676, medan de svenska trupperna var upptagna med ett fälttåg mot Brandenburg. Invasionen av Skåne anknöts med en norsk front kallat Gyldenløvefejden, vilket tvingade de svenska försvararna att utkämpa ett tvåfrontskrig utöver sina konflikter i det tysk-romerska riket. Det danska målet var att återerövra Skåneland som överlåtits till Sverige i freden i Roskilde, efter Karl X Gustavs danska krig. Danskarna gjorde inledande vinster under sitt fälttåg, som dock senare stoppades av kung Karl XI:s motoffensiv.
Kriget hade ingen bestämd segrare; den svenska flottan förlorade till sjöss och den danska armén besegrades i Skåne av svenskarna, som i sin tur besegrades av Brandenburg. Kriget och stridigheterna upphörde när Danmarks bundsförvant Nederländerna slöt fred med Sveriges bundsförvant Frankrike, och Karl XI gifte sig med den danska prinsessan Ulrika Eleonora, syster till Kristian V. Fred slöts på uppdrag av Frankrike med fördragen i Fontainebleau och Lund (Sverige och Danmark) och Saint-Germain (Sverige och Brandenburg), där man kom överens om att Brandenburg skulle återlämna det mesta av de erövrade territorierna till Sverige.

## Bakgrund
Efter Karl X Gustavs död leddes Sverige av en förmyndarregering, ledd av Magnus Gabriel de la Gardie, som fick Sverige att ingå i en militärallians med Frankrike.  Tidigare under förmyndarregeringen hade Sverige försökt stå utanför sådana allianser så långt som möjligt och verkat för att jämvikten i den europeiska politiken bibehölls för att undvika ett krig, i vilket det som vunnits skulle kunna gå förlorat. År 1672 anföll Frankrike Nederländerna i Fransk-nederländska kriget och drogs därmed in i ett krig även med Spanien, den tyske kejsaren samt andra tyska furstar, däribland Brandenburg, och försökte få Sverige med sig med hot om uteblivna subsidier, om Sverige inte satte upp en här i Tyskland. 
Sedan läget för Frankrike under våren och sommaren 1674 börjat se allt sämre ut krävde man nu att Sverige tågade in med sina trupper på Brandenburgskt område. I slutet av 1674 marscherade en svensk armé om 11.000 man under befäl av Carl Gustaf Wrangel in i Brandenburg. Delvis som man på svenskt område saknade medel för att underhålla trupperna. Regeringens officiella förklaring var Brandenburgs fiendskap med Frankrike varigenom Westfaliska fredens föreskrifter bröts. Man sade sig inte ha för avsikt att starta krig. Trupperna förlades med högkvarter i Stargard, samtidigt som Warthepasset vid Landsberg besattes. Brandenburg protesterade, men som kurfursten själv befann sig borta vid Rhen kunde han inte bjuda något större motstånd. Däremot började han agera för att få sina övriga allierade, Österrike, Preussen och Danmark, att gå till krig mot Tyskland. Till en början var dock dessa tveksamma då man var orolig för vad ett krig med Sverige skulle kunna medföra. Sverige lyckades till och med knyta allians med Hannover och Bayern. Våren 1675 var dock tillgångarna i det ockuperade området uttömda, och man måste söka sig nya förläggningsområden. Frankrike hade fortfarande inte betalat ut sina subsidier. Tillsammans med hannoverska trupper ryckte man fram mot Elbe. Tåget gick dock långsamt, främst på grund av att det saknades livsmedel, särskilt bröd. Man hade inte heller tillräckligt med hästar för att transportera artilleriet. Till slut nåddes en linje Havelberg-Rathenow-Alt-Brandenburg, där armén förlades, med huvuddelen under Wolmar Wrangel vid Alt-Brandenburg, en mindre del under Carl Gustaf Wrangel vid Havelberg och en inre grupp vid Rathenau för förbindelse mellan flyglarna. Carl Gustaf Wrangel led svårt av gikt och var tidvis förhindrad att föra befälet; samma sak gällde hans närmaste man, Conrad Mardefelt, varför Wolmar Wrangel, som saknade de övrigas skicklighet som befälhavare vilket ledde till att disciplinen vid armén försämrades. I början av juni kom besked om att Fredrik Vilhelm I av Brandenburg var i antågande från Franken med hela sin armé. Carl Gustaf Wrangel, som ännu var så sjuk att han måste förflyttas på en bår, försökte nu få svenska armén att rycka fram mot Elbe. Planen var att över Werben försöka förenas med de hannoverska trupperna för att därefter genskjuta och besegra kurfursten, som antogs marschera mot Halberstadt för att förena sig med österrikarna i Schlesien. Carl Gustaf Wrangel hade beordrat sina huvudstyrkor att den 17 juni stå vid Havelberg för att påbörja övergången. Då hade dock kurfursten redan hunnit ifatt Wolmar Wrangels trupper. I juni 1675 förklarade Nederländerna Sverige krig, samtidigt som hären i Tyskland förlorade en i sig tämligen obetydlig strid i Fehrbellin. Även om det taktiska militära läget knappast förändrades av denna förlust, hade den visat att svenskarna inte var oövervinnerliga. Detta uppmuntrade Sveriges fiender och drev dem till aktion. Kurfursten av Brandenburg och konungen av Danmark, Kristian V, lovade varandra att inte sluta fred förrän Danmark återfått vad landet förlorat genom frederna i Brömsebro och Roskilde samt dessutom Wismar och Rügen och kurfursten erhållit det övriga av svenska Pommern.

## Förlopp
I september 1675 kom den danska krigsförklaringen. I september och oktober intogs Svenska Pommern av Brandenburg och Danmark. Danskarna intog Wismar och Bremen-Verden, medan brandenburgarna intog Stettin. 
Under 1675 lämnade den svenska flottan under ledning av Gustaf Otto Stenbock hemmahamnen i Stockholm, men kom aldrig längre än Karlsöarna väster om Gotland innan den var tvungen att vända tillbaka på grund av dåligt väder, sjukdom och förlust av utrustning. Stenbock hölls personligt ansvarig för misslyckandet av Karl XI och tvingades betala expeditionen ur egen ficka. Vintern 1675–1676 försökte den svenska flottan igen, nu under Lorentz Creutz, men hindrades av den tjocka isen den vintern.
En kombinerad nederländsk-dansk flotta opererade mot svensk sjöfart på Östersjön, och hela Gotland erövrades av danska trupper. Svenska flottan under Lorentz Creutz lyckades inte att i Slaget mellan Skåne och Rügen betvinga den danska flottan innan denna kunde förstärkas med en nederländsk eskader. Den 1 juni 1676 besegrades den svenska flottan i slaget vid Ölands södra udde av den nederländske amiralen Cornelis Tromp och danska Niels Juel. Det nybyggda, imponerande svenska regalskeppet Kronan sjönk av misstag och gick förlorat. Danskarna och nederländarna hade därefter herraväldet över Östersjön.
I juni 1676 marscherade en dansk-norsk armé in i Sverige från Norge under Ulrik Fredrik Gyldenløve. De strider som utkämpades vid den svensk-norska gränsen, företrädesvis i Bohuslän, fick namnet Gyldenløvefejden. Det danska krigsmålet var att återerövra Skåne, Halland, Blekinge och Bohuslän. Svenskarna, ledda av kung Karl XI själv, drog sig i god ordning tillbaka till Småland. 
Den 27 juni 1676 landsteg amiral Cornelius Tromp i en skenmanöver med örlögsskepp och ett hundratal småbåtar vid Ystad. Den 29 juni landsattes den primära invasionen med den danska hären utanför Råå. Det var en här på runt 14 000 soldater exklusive befäl och fördes av kung Kristian V och hans närmaste man hertig Johan Adolf av Holstein-Plön. Snart föll Helsingborg (staden återtogs visserligen den 11 december 1676, men togs tillbaka av danskarna 1678). Den 3 augusti föll Landskrona i danska händer. Fästningen hölls inledningsvist av överstelöjtnant Metstack som dock stupade. Befälet togs över av överste Hieronymus Lindenberg som kapitulerade staden till Danskarna efter ett ultimatum. Cirka 1100 soldater och kavalleri lade ner sina vapen och marscherade från staden. Vid Lindensbergs senare återkomst till Svenska linjer så blev han ställd inför rätta för förräderi och arkebuserades på nyårsafton 1676. Den 15 augusti föll Kristianstad. Danskarna lyckades snabbt besätta hela Skåne, förutom Malmö, medan svenskarna endast vann fördröjande segrar – såsom i slaget vid Fyllebro i Halland. Trots dessa motgångar ryckte Karl XI i oktober fram mot dem med en armé om 15 000 man. Den 4 december 1676 vann den svenska armén en avgörande seger i det blodiga slaget vid Lund, där både svenskarna och danskarna förlorade nästan 50 procent av sin totala styrka (utöver de stupade i strid även de otaliga som dukade under för sjukdomar och väder).
Detta var krigets vändpunkt, och därefter ryckte svenskarna återigen in i Skåne. Efter slaget vid Lund under vintern 1677 hade Svenskarna 12 000 soldater i Skåne, 8 000 nära norska gränsen, 10 000 i Pommern och 3 000 man I flottan.
Sommaren 1677 fortsatte de svenska nederlagen till sjöss. Den dansk-norske amiralen Niels Juel lyckades tillfoga svenskarna svidande nederlag vid slaget under Lolland och slaget vid Köge bugt. Under tiden fortsatte striderna till lands, där dock de svenska trupperna hade övertaget. 
Efter att ha försökt sig på en misslyckad stormning av Malmö, bröt danskarna den 5 juli belägringen och drog tillbaka till Landskrona. Orsaken till att man misslyckades med belägringen var att borgarna i staden ställde upp till stadens försvar, då de insåg att staden skulle plundras om den föll. Stadens försvarare uppgick till cirka 7 000 man (mest borgare) under Fabian von Fersen. Karl XI och huvudarmén segrade 14 juli 1677 vid Landskrona mot en något mindre dansk styrka. 3 000 av de svenska soldaterna var småländska bönder. Den 4 augusti 1678 återerövrade de svenska trupperna Kristianstad efter att dess garnison kapitulerade.
I hela Skåne och Blekinge opererade delar av lokalbefolkningen i gerillaförband, snapphanar, mot svenskarna. Vissa av dessa var registrerade i danske kungens friskyttekår men andra var rena gerillakrigare och motståndspersoner. De var speciellt aktiva i Göingebygden och resten av de gamla gränsområdena. De utgjorde en belastning för de svenska försörjningslinjerna, då de bland annat lyckades stjäla krigskassan vid Loshultskuppen. Den 19 april 1678 gavs därför en order med avsikt att lösa problemet med snapphanarna i gränsområdet. Ordern lydde att alla gårdar och allt boskap i Örkened socken skulle brännas och att allt mansfolk som kunde bruka ett gevär skulle avrättas.

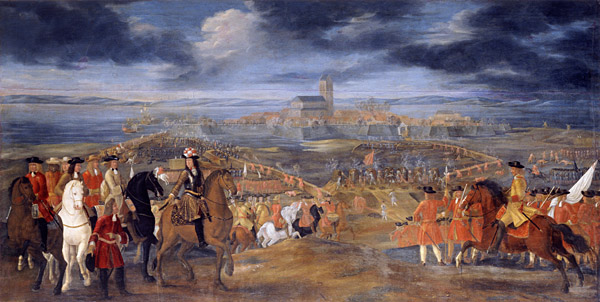
Landskrona erövras av Danmark 1676.
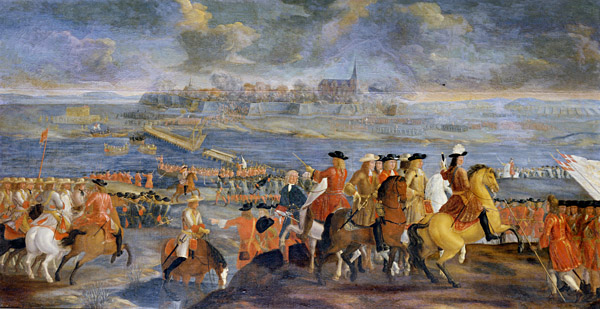
Kristianstad erövras av danskarna 1676.
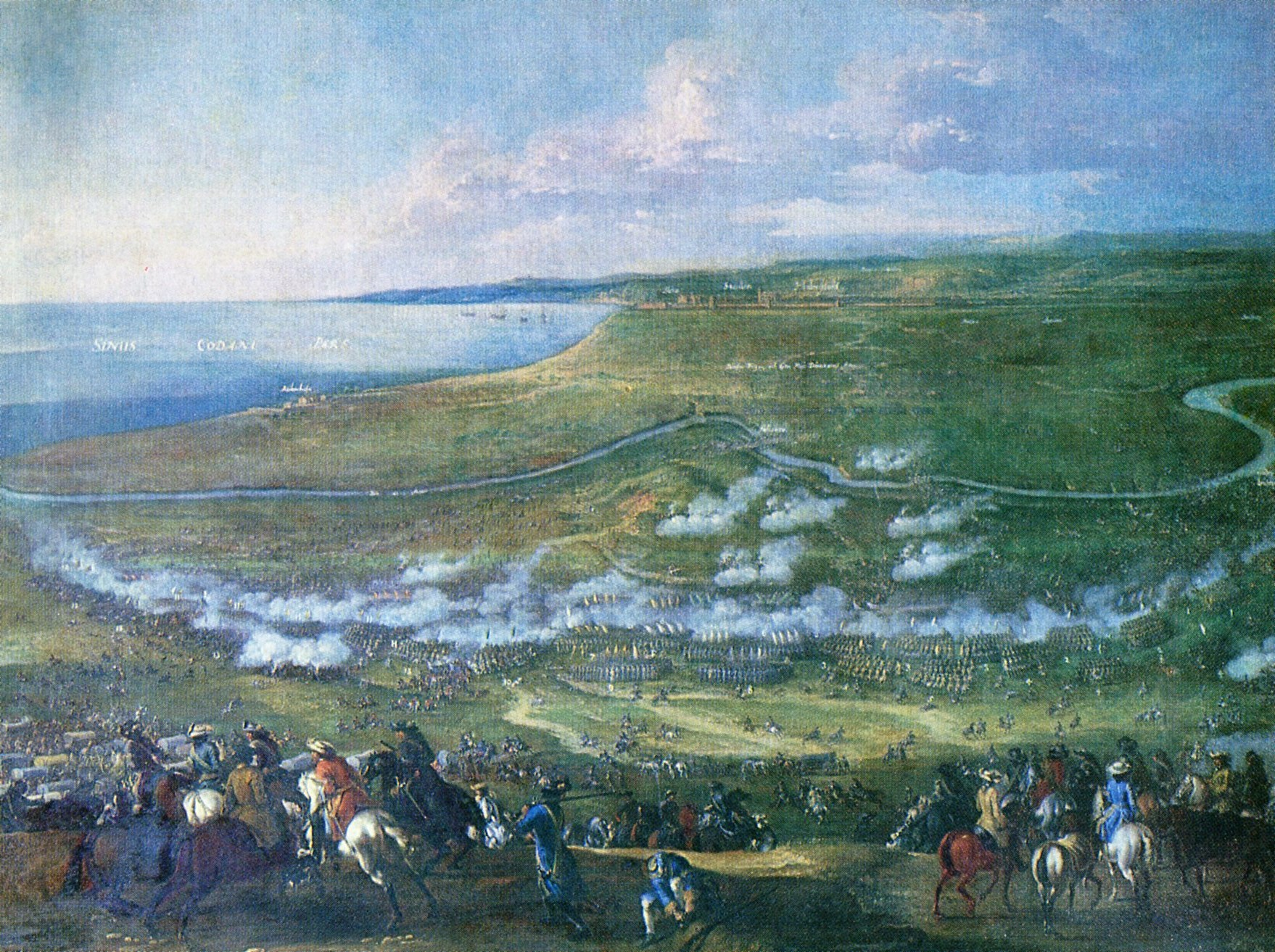
Slaget vid Halmstad.
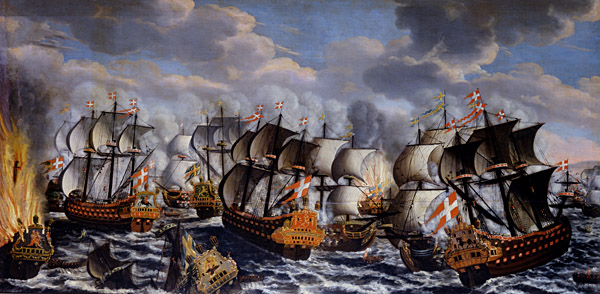
Slaget vid Köge bukt.
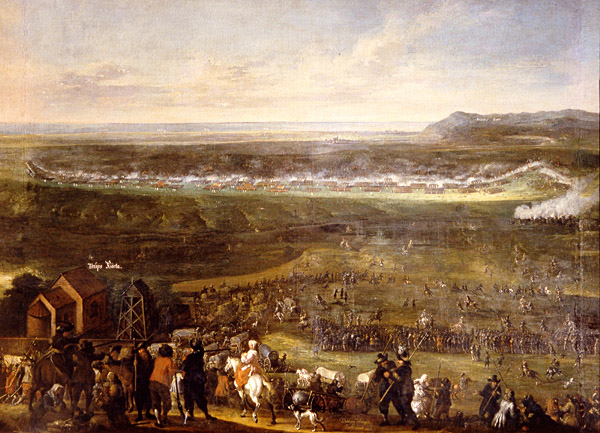
Slaget vid Landskrona.

## Freden
1679 slöt Frankrike fred för Sveriges räkning – efter en svensk envis vägran att gå med på andra fredsvillkor än de i de westfaliska och köpenhamnska frederna – i Celle, Nijmegen, Saint-Germain-en-Laye och Fontainebleau enligt vilka Sverige måste avträda de mindre besittningarna Wildeshausen, Thedinghausen, Dörverden och en del av svenska Hinterpommern. Delvis kom Sverige undan större förluster på grund av att Ludvig XIV slöt fred med de svårare motståndarna under 1678–79 (där Frankrike erhöll Franche-Comté) vilket lämnade Brandenburg och Danmark ensamma att slutföra kriget mot stormakten Sverige, något de i längden inte var mäktiga. Freden i Lund mellan Danmark och Sverige 1679 bekräftade freden i Fontainebleau.

### Följder för Sverige efter kriget

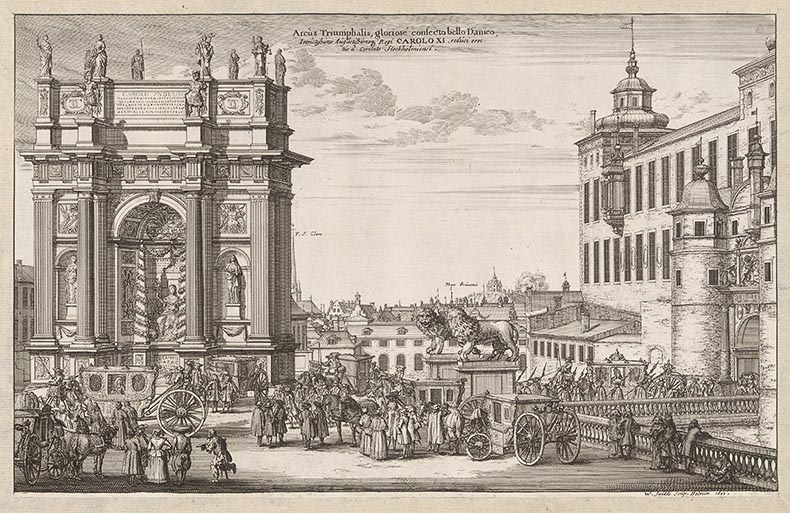
"Triumfbåge, som efter danska krigets lyckliga slut restes åt den återvändande segerrike och store konungen Karl XI av Stockholms stad." Ur Suecia antiqua et hodierna.

Det skånska kriget hade avslöjat många graverande brister i den svenska armén. Den svenska militärmakten var inriktad på offensiva krig som skedde långt ifrån beväringarnas hemtrakter, i Tyskland eller någon annanstans på andra sidan Östersjön. För första gången på länge utkämpade Sverige ett defensivt krig på hemmaplan. Militären skrev vid den här tiden ut samtliga män man kunde finna i socknen, allt från drängar till bondsöner till bönderna själva, arbetskraft som var livsnödvändig för jordbruket. Följden av detta blev en omfattande desertering från den svenska armén. I och med att krigsskådeplatserna ofta var i skogsbygderna, var det lätt för beväringarna som kom uppåt landet att desertera och sedan ta sig hem igen. Detta ledde till ett alltför stort mantapp i den svenska armén och till att moralen bland de svenska soldaterna ofta var dålig. 
Efter kriget var den svenska staten djupt skuldsatt. Skåne behövde återuppbyggas från grunden och militärmakten behövde reorganisera knektorganisationen för att undvika nya impopulära utskrivningar vid nästa krigstillfälle. Man behövde även en ny organisation för att klara av ett defensivt krig på hemmaplan. Lösningen på detta blev indelningsverket och den så kallade reduktionen som båda genomfördes under 1680-talet. Reduktionen frigjorde ekonomiska resurser till staten som använde pengarna till att upprusta armén och förstärka gränserna, bland annat grundades Karlskrona som flottbas under denna tid. Införandet av indelningsverket innebar att varje socken delades in i rotar. Varje rote bestod av ett antal gårdar som skulle avlöna en soldatgård. Varje soldat fick en egen gård som han skulle kunna försörja sig själv och sin familj på, samtidigt som han var tvungen att ställa upp på vissa plikter som till exempel övningar en månad om året och att ställa upp i krig när kallelsen kom. Denna lösning innebar att bönderna inte behövde skicka ut sin arbetskraft i kriget samtidigt som Sverige fick en militärorganisation med soldater bättre utbildade än vanliga bonddrängar, men betydligt billigare än värvade regementen. Indelningsverket skulle komma att leva kvar till in på 1900-talet. Det skånska kriget ledde visserligen till status quo, men kom att förändra militärorganisationen från grunden.

### Följder för Danmark efter kriget
Kriget hade slutat i status quo. Danskarna hade inledningsvis ett stort stöd av lokalbefolkningen i Skånelandskapen, men detta minskade efterhand som den danske kungen förbjöd till exempel privat krigföring 1677 mot svenskarna.[källa behövs] Efter slaget vid Lund december 1676 framstod det som alltmer osannolikt att Danmark åter skulle kunna göra anspråk på de förlorade områdena. Danmark gynnades av att man fortfarande hade kontroll över Öresund och Öresundstullen (Sverige hade dock fullständig tullfrihet). Danmarks misslyckande med att återta Skåne betydde ett ekonomiskt tapp för bland annat Köpenhamn som förlorade sitt östra omland.

## Svenska befälhavare i skånska kriget
- Rutger von Ascheberg
- Nils Bielke (1644–1716)
- Lorentz Creutz d.ä. (amiral)
- Erik Dahlbergh
- Johan Gyllenstierna
- Karl XI
- Martin Schultz
- Ebbe Uhlfeldt

Danska befälhavare i skånska kriget
- Christian V
- Ulrik Frederik Gyldenlöwe
- Niels Juel
- Cornelis Tromp
- Carl von Arenstorff
- Friedrich von Arenstorff
- Hans Wilhelm von Meerheim
- Herman Franz von Schwanewedel